# Domenico De Lillo
Domenico De Lillo (Milán, 30 de agosto de 1937) es un deportista italiano que compitió en ciclismo en la modalidad de pista, especialista en la prueba de medio fondo.
Ganó tres medallas de bronce en el Campeonato Mundial de Ciclismo en Pista entre los años 1967 y 1971.

## Medallero internacional
| Campeonato Mundial | Campeonato Mundial       | Campeonato Mundial | Campeonato Mundial |
| Año                | Lugar                    | Medalla            | Competición        |
| ------------------ | ------------------------ | ------------------ | ------------------ |
| 1967               | Ámsterdam (Países Bajos) | Medalla de bronce  | Medio fondo (P)    |
| 1969               | Amberes (Bélgica)        | Medalla de bronce  | Medio fondo (P)    |
| 1971               | Varese (Italia)          | Medalla de bronce  | Medio fondo (P)    |